# Windsor (Ontario)
Windsor (wymowaⓘ) – miasto w Kanadzie, w prowincji Ontario w hrabstwie Essex.
Położone na południowy zachód od Toronto, nad rzeką Detroit, na samej granicy z USA i miastem Detroit.
Pierwszą osadą w okolicach dzisiejszego miasta było francuskie Petite Côte założone w 1749. W 1767 roku utworzono pierwszą na tych terenach parafię katolicką „Our Lady of the Assumption”. W 1794 po Wojnie o niepodległość Stanów Zjednoczonych powstaje osada pod nazwą „Sandwich”. W 1838 roku miasto było miejscem bitwy podczas rebelii w Górnej Kanadzie. Windsor zostało założone jako wieś w 1854 roku.
Liczba mieszkańców Windsor wynosi 216 473. Język angielski jest językiem ojczystym dla 67,4%, francuski dla 2,8% mieszkańców (2006).
Windsor jest 19. co do liczby mieszkańców miastem Kanady i jednym z najważniejszych ośrodków transportowych w Ameryce Północnej. Przejście graniczne Windsor – Detroit jest jednym z największych na świecie.
Windsor jest częścią wielkiego obszaru metropolitalnego Detroit/Ann Arbor/Flint/Windsor, który liczy 5,5 mln mieszkańców (dane z 2000) i jest największym regionem metropolitalnym świata położonym w więcej niż jednym kraju.
W mieście rozwinął się przemysł maszynowy, metalowy, spożywczy oraz chemiczny.
W mieście działa University of Windsor.
W Windsor urodzili się Shania Twain, Paul Martin, Jacqueline MacInnes Wood, Giles Blunt oraz hokeiści: Cam Fowler, Ed Jovanovski i Zack Kassian.

## Sport
- Windsor Spitfires – klub hokejowy
- Mistrzostwa Świata w Pływaniu na krótkim basenie 2016

## Miasta partnerskie
- Lublin, Polska
- Saint-Étienne, Francja
- Fujisawa, Japonia
- Coventry, Wielka Brytania
- Mannheim, Niemcy
- Las Vueltas, Salwador
- Changchun, ChRL
- Kunsan, Korea Południowa
- Saltillo, Meksyk
- Ochryda, Macedonia Północna
- Udine, Włochy
- Granby
- Detroit, USA

|                 | Północ: Detroit   |                  |
| Zachód: Detroit | Windsor           | Wschód: Tecumseh |
|                 | Południe: Lasalle |                  |